# Anna Maria Bondi
Pour les articles homonymes, voir Bondi.
Répertoire
Opéra
 Musique de chambre
Anna Maria Bondi est une cantatrice (soprano) et professeure de chant française d'origine italienne née à Rome.

## Biographie
Elle commence sa formation musicale au Conservatoire de musique de Pérouse, puis se forme au chant lyrique à Rome auprès de Gabriella Besanzoni et Tito Schipa. Elle étudie ensuite le répertoire allemand avec Lotte Schöne, avant de poursuivre avec Elsa Cavelti ,.
Sa carrière se partage entre l'opéra et le concert: elle collabore avec Henri-Claude Fantapié, se produit à l'internationale avec l'orchestre de chambre français Les Solistes de Paris (en tournée aux Etats-Unis en 1978,) et enregistre plusieurs disques, notamment de musique baroque.
En 1974, son enregistrement des œuvres de Heitor Villa-Lobos avec Les Solistes de Paris dirigés par Henri-Claude Fantapié est récompensé par l'Académie du disque lyrique.
Pédagogue réputée, Anna Maria Bondi a enseigné le chant lyrique au Conservatoire national supérieur de musique et de danse de Paris. En 1989, elle y dirige la Commission des programmes d'étude du chant.
Elle a également enseigné le chant lyrique au Conservatoire de Noisy-le-Sec, à l’Ecole d’Art Lyrique de l’Opéra de Paris, à la Schola Cantorum de Paris.
Parmi ses élèves, on peut citer Yann Beuron, Till Fechner, Mariam Sarkissian.

## Discographie
- Heitor Villa-Lobos: Bacchiana Brasileira N°5 avec Les Solistes de Paris , dir. Henri-Claude Fantapié

- François Couperin: Motets à 1 Et 2 Voix avec Nicole Fallien, Les Solistes de Paris , dir. Henri-Claude Fantapié

- Pastorale - Hirten- Und Schäfermusik Aus Frankreich avec Ludolf Lützen, Robert Mandel, Wilhelm Krumbach, Unisono Kammerorchester, dir. Hans Oskar Koch

- Joseph Haydn: Stabat Mater. Libera me, Domine avec Claudia Eder, Jürg Krattinger, Les Solistes de Paris , dir. Henri-Claude Fantapié - Boulogne-sur-Seine : Ars , P. 1978

- Giovanni Battista Pergolesi: Livietta e Tracollo avec Bruno Renzi, orchestre Audonia, dir. Marcel Borusiak

- Heitor Villa-Lobos: L’Œuvre Pour Voix Et Instruments avec Françoise Petit, Les Solistes de Paris , dir. Henri-Claude Fantapié - Levallois-Perret : SFPP , 1974

- Marc-Antoine Charpentier: Festliche Märsche Und Lateinische Musik avec Claudia Eder, Theodor Nagel, Arlette Heudron, Bernard Soustrot, Unisono Kammerorchester, dir. Hans Oskar Koch

- Antonio Vivaldi: Motetti a Canto Solo Con Stromenti avec Les Solistes de Paris , dir. Henri-Claude Fantapié - Paris : SFP , DL 1971

- François Couperin: Motets A Voix Seule Vol. 2 avec Les Solistes de Paris , dir. Henri-Claude Fantapié